# Antonio de Pereda
Antonio de Pereda y Salgado (Valladolid, 1611 - Madrid, 1678) va ser un pintor espanyol del Barroc.

## Biografia
De pare pintor, després de la mort d'aquest va marxar a Madrid, on es va educar en el taller de Pedro de las Cuevas. Allà va tenir per companys a Juan Carreño de Miranda, Francisco Camilo i Jusepe Leonardo entre d'altres.
Protegit pel conseller real Francisco de Tejada, el pintor Giovanni Battista Crescenzi, propietari d'una gran col·lecció de pintura, el va tutelar i va acabar de formar-lo, i el va introduir en la Cort. Entre les seves obres juvenils destaquen les compostes per al Saló de Regnes del Palau del Buen Retiro. Mostra en aquesta època la influència de Vicente Carducho. A aquest influx es va superposar el de la pintura veneciana, per exemple, en les escenes religioses que va executar a partir de la dècada dels anys quaranta.
Va ser a més un gran pintor de bodegons. A partir de la mort de Crescenzi el 1635 es va consagrar sobretot a la temàtica religiosa, arribant a realitzar tant retaules d'altar com obres a menor escala. El seu estil combina la precisió dels mestres flamencs amb el ric colorit de l'escola veneciana.